# Catasetum hopkinsonianum
Catasetum hopkinsonianum là một loài thực vật có hoa trong họ Lan. Loài này được G.F.Carr & V.P.Castro mô tả khoa học đầu tiên năm 2008.